# Brown-Lagune
Die Brown-Lagune ist eine Lagune im Nordosten der Insel Heard im südlichen Indischen Ozean. Sie liegt an der Mündung des Brown-Gletschers und südlich des Fairchild Beach.
Die Lagune entstand infolge des Rückzugs des Brown-Gletschers, nach dessen Namensgeber auch sie benannt ist. Dabei handelt es sich um den australischen Biologen K. G. Brown, der 1951 im Rahmen der Australian National Antarctic Research Expeditions auf Heard tätig war.